# Lopharthrum cluysenaeri
Lopharthrum cluysenaeri är en fjärilsart som beskrevs av Franciscus J.M. Heylaerts 1880. Lopharthrum cluysenaeri ingår i släktet Lopharthrum och familjen nattflyn. Inga underarter finns listade i Catalogue of Life.